# Zimne Zdroje
Zimne Zdroje [pronunciación en polaco: /ˈʑimnɛ ˈzdrɔjɛ/] Es un asentamiento en el distrito administrativo de Gmina Nowa Karczma, Voivodato de Pomerania, en Polonia del norte. Él mentiras aproximadamente 3 kilómetros del sur-del este de Nowa Karczma, 17 kilómetros  al este de Kościerzyna, y 38 kilómetros del sur-del oeste de la capital regional Gdańsk.